# Essertenne-et-Cecey
Essertenne-et-Cecey település Franciaországban, Haute-Saône megyében. Lakosainak száma 419 fő (2022. január 1.). Essertenne-et-Cecey Autrey-lès-Gray, Talmay, Jancigny, Renève, Apremont, Broye-les-Loups-et-Verfontaine és Mantoche községekkel határos.

## Népesség
A település népességének változása:
| Lakosok száma | 411  | 410  | 417  | 411  | 409  | 407  | 404  | 412  | 419  |
|               | 2013 | 2015 | 2016 | 2017 | 2018 | 2019 | 2020 | 2021 | 2022 |